# NK Omladinac Dubrovčan
| Radovi u tijeku! |
| Jedan vrijedni suradnik upravo radi na ovom članku! Mole se ostali suradnici da NE UREĐUJU članak dok je ova obavijest prisutna. Koristite stranicu za razgovor ako imate komentare i pitanja u vezi s člankom. Kada radovi budu gotovi predložak će ukloniti suradnik koji ga je postavio na članak! Predložak može svatko ukloniti ako 6 sati nije bilo promjena u članku i njegovoj stranici za razgovor. |

Nogometni klub "Omladinac" ("Omladinac" Dubrovčan; Omladinac Dubrovčan; Omladinac) je nogometni klub iz Dubrovčana, Općina Veliko Trgovišće, Krapinsko-zagorska županija, Republika Hrvatska. 
 
U sezoni 2024./25. "Omladinac" se natječe u "2. ŽNL Krapinsko-zagorskoj", ligi sedmog stupnja hrvatskog nogometnog prvenstva.

## Vanjske poveznice
- NK Omladinac, Facebook stranica
- (engl.) sofascore.com, NK Omladinac Dubrovčan
- nskkz.hr, NK Omladinac
- sportilus.com, NOGOMETNI KLUB OMLADINAC DUBROVČAN